# Phopli
Phopli – gaun wikas samiti w zachodniej części Nepalu w strefie Rapti w dystrykcie Pyuthan. Według nepalskiego spisu powszechnego z 2001 roku liczył on 1277 gospodarstw domowych i 6457 mieszkańców (3430 kobiet i 3027 mężczyzn).